# Lepidium sordidum
Lepidium sordidum är en korsblommig växtart som beskrevs av Asa Gray. Lepidium sordidum ingår i släktet krassingar, och familjen korsblommiga växter. Inga underarter finns listade i Catalogue of Life.